# نهر بيلينجر
نهر بيلينجر
نهر بيلينجر بالإنجليزية (Bellinger River): هو نهر على الساحل الشمالي في منتصف نيو ساوث ويلز, أستراليا, وكان كليمنت هودجكينسون Clement Hodgkinson أول شخص استكشف المنطقة في شهر مارس 1841, Boggy Creek, Woods Creek and Hydes Creek كلها روافد لنهر بيلينجر, مساحته 3461 كم2.
مترجم من Bellinger River